# Episodi di Joey (seconda stagione)
La seconda e ultima stagione della serie televisiva Joey, composta da 22 episodi, è andata in onda negli Stati Uniti sulla NBC dal 22 settembre 2005 al 7 marzo 2006.
In Italia è stata trasmessa da Rai 2 dal 19 luglio al 7 settembre 2008, mentre il 12 novembre dello stesso anno l'episodio, che in origine era stato saltato durante la programmazione al mattino dell'estate dello stesso anno, Il finto fidanzato fu ritrasmesso sulla stessa rete.
Negli Stati Uniti d'America la messa in onda della serie è stata fermata dopo l'episodio 14. Le date delle prime tv degli episodi dal 15 al 18 e dal 19 al 22 sono quelle delle prime trasmissioni avvenute fuori dagli USA, rispettivamente in Norvegia e in Nuova Zelanda.
| nº | Titolo originale                     | Titolo italiano                   | Prima TV originale | Prima TV Italia  |
| -- | ------------------------------------ | --------------------------------- | ------------------ | ---------------- |
| 1  | Joey and the Big Break (I e II Part) | La grande occasione - 1 e 2 Parte | 22 settembre 2005  | 19 luglio 2008   |
| 2  | Joey and the Big Break (I e II Part) | La grande occasione - 1 e 2 Parte | 22 settembre 2005  | 19 luglio 2008   |
| 3  | Joey and the Spanking                | Capricci da star                  | 29 settembre 2005  | 20 luglio 2008   |
| 4  | Joey and the Stuntman                | La controfigura                   | 6 ottobre 2005     | 20 luglio 2008   |
| 5  | Joey and the House                   | La nuova casa                     | 13 ottobre 2005    | 26 luglio 2008   |
| 6  | Joey and the ESL                     | Il corso d'inglese                | 20 ottobre 2005    | 26 luglio 2008   |
| 7  | Joey and the Poker                   | Partita a poker                   | 3 novembre 2005    | 27 luglio 2008   |
| 8  | Joey and the Sex Tape                | Il passato ritorna                | 10 novembre 2005   | 27 luglio 2008   |
| 9  | Joey and the Musical                 | Joey e il musical                 | 17 novembre 2005   | 2 agosto 2008    |
| 10 | Joey and the Bachelor Thanksgiving   | Il Ringraziamento degli scapoli   | 24 novembre 2005   | 2 agosto 2008    |
| 11 | Joey and the High School Friend      | L'ex compagno di scuola           | 8 dicembre 2005    | 3 agosto 2008    |
| 12 | Joey and the Tijuana Trip            | Gita a Tijuana                    | 15 dicembre 2005   | 3 agosto 2008    |
| 13 | Joey and the Christmas Party         | La festa di Natale                | 15 dicembre 2005   | 30 agosto 2008   |
| 14 | Joey and the Snowball Fight          | Falso allarme                     | 7 marzo 2006       | 30 agosto 2008   |
| 15 | Joey and the Dad                     | Malintesi                         | 11 aprile 2006     | 31 agosto 2008   |
| 16 | Joey and the party for Alex          | La festa per Alex                 | 9 maggio 2006      | 31 agosto 2008   |
| 17 | Joey and the Big Move                | L'incendio                        | 23 maggio 2006     | 6 settembre 2008 |
| 18 | Joey and the Beard                   | Il finto fidanzato                | 1º luglio 2006     | 12 novembre 2008 |
| 19 | Joey and the Critic                  | Un critico... particolare         | 8 luglio 2006      | 6 settembre 2008 |
| 20 | Joey and the Actors Studio           | Matrimonio in vista               | 15 luglio 2006     | 7 settembre 2008 |
| 21 | Joey and the Holding Hands           | L'importante è comunicare         | 17 luglio 2006     | 7 settembre 2008 |
| 22 | Joey and the Wedding                 | Il giorno del matrimonio          | 29 luglio 2006     | 7 settembre 2008 |

## La grande occasione - Parte 1
- Titolo originale: Joey and the Big Break (Part I)
- Diretto da: Kevin S. Bright
- Scritto da: Scott Silveri

### Trama
Joey si trova sul set di Neve Alta e il destino del suo personaggio è stato finalmente deciso a causa della richiesta di Bobbie di rinegoziare il suo contratto per ottenere un aumento di stipendio. Una delle comparse, Zach, cerca di farselo amico così da poter finalmente ottenere una battuta nel copione. Zach illustra così a Joey come è difficile la vita di un attore a Hollywood. Nel frattempo, Jenna, un'aspirante attrice si trasferisce nello stesso palazzo di Joey nella speranza di poter incontrare la stella della televisione che vi abita. La ragazza si imbatte però in Michael che finge di essere lo zio nella speranza di ottenere un appuntamento. Intanto, Joey ha un altro provino, ma per la prima volta l'attore deve affrontare le sue insicurezze che si fanno sentire nella sua testa sotto forma di voci. 
- Ascolti USA: telespettatori 7 800 000[1]

## La grande occasione - Parte 2
- Titolo originale: Joey and the Big Break (Part II)
- Diretto da: Kevin S. Bright
- Scritto da: Robert Carlock

### Trama
Joey e Zach tentano di entrare nella casa di Kevin Smith con la scusa di aver ritrovato il cane del regista. Ma ancora una volta Joey deve affrontare le voci che albergano nella sua testa. L'attore è determinato ad ottenere una seconda possibilità al provino, ma disgraziatamente si presenta nella sala delle audizioni sbagliata. Senza sapere ciò che l'attore intende fare, i produttori decidono comunque di fargli sostenere il provino. Joey pronuncia una serie di battute per un film d'azione, mentre i produttori rispondono con quelle scritte per un film per bambini. Alla fine della giornata, Joey viene a sapere da Bobbie di aver ottenuto il ruolo. Il giovane deve inoltre affrontare quanto è accaduto con Alex ed è deciso a dimostrare a sé stesso di essere in grado di conquistare una donna facendo il romantico.
- Guest star: Kevin Smith (sé stesso)
- Ascolti USA: telespettatori 7 450 000[2]

## Capricci da star
- Titolo Originale: Joey and the Spanking
- Diretto da: Kevin S. Bright
- Scritto da: Michael Borkow

### Trama
Sul set del suo nuovo film, Joey affronta un piccolo e capriccioso attore che sembra avere il potere di dettare qualsiasi regola all'interno della produzione. Joey pensa che sia arrivato il momento di dare una piccola lezione al ragazzino. Nel frattempo, Gina aiuta Alex a ravvivare la sua vita sentimentale dando vita ad un finto provino per una produzione inesistente.
- Guest star: John Larroquette (Banjamin Lockwood)
- Ascolti USA: telespettatori 7 180 000[3]

## La controfigura
- Titolo Originale: Joey and the Stuntman
- Diretto da: Kevin S. Bright
- Scritto da: John Quaintance

### Trama
Per girare le sequenze più pericolose del nuovo film di Joey, la produzione ha ingaggiato una controfigura. Ben presto, Joey se ne serve per fargli fare ogni sorta di incombenza al suo posto. Abby, l'addetta alla revisione della sceneggiatura, perseguita Joey dal momento che quest'ultimo non sembra seguire alla lettera le battute previste dal copione. Michael visita il set e si imbatte proprio in Abby. I due cominciano ad uscire insieme con grande disappunto dello zio del ragazzo. Anche Zach continua a bazzicare il set, ma non come attore. Alex è confusa riguardo ai suoi sentimenti per Joey.
- Ascolti USA: telespettatori 7 180 000[4]

## La nuova casa
- Titolo originale: Joey and the House
- Diretto da: Ben Weiss
- Scritto da: Brett Baer e Dave Finkel

### Trama
Ora che sta per guadagnare una grossa cifra con i proventi del film, Joey pensa alla possibilità di acquistare una casa. Ma prima deve convincere la proprietaria dell'immobile di essere il giusto acquirente. Gina, però, non sembra essere molto d'accordo con la decisione del fratello. Alla fine, decide di assecondare i desideri di Joey e i due si vedono costretti a fingere di essere marito e moglie per fare una buona impressione alla proprietaria. Nel frattempo, Alex aiuta Bobbie in un probabile caso di molestie sessuali. 
- Ascolti USA: telespettatori 7 350 000[5]

## Il corso d'inglese
- Titolo originale: Joey and the ESL
- Diretto da: Peter Bonerz
- Scritto da: Vanessa McCarthy

### Trama
Per attirare l'attenzione di una giovane ed affascinante donna, Joey decide di iscriversi ad una classe di inglese. Ben presto il ragazzo, che non ha problemi con la lingua, scopre che cosa significa essere il cervellone della classe. Per non perdere il suo lavoro all'agenzia, Gina si ripromette di aiutare Bobbie a cercare e trovare un nuovo cliente. La sua attenzione si rivolge a Lockwood, il collega di Joey, al quale riesce a far ottenere tutti i privilegi che erano stati destinati al fratello.
- Guest star: John Larroquette (Banjamin Lockwood)
- Ascolti USA: telespettatori 7 600 000[6]

## Partita a poker
- Titolo originale: Joey and the Poker
- Diretto da: Kevin S. Bright
- Scritto da: Matt Hubbard

### Trama
Alex prova ad insegnare a Joey il gioco Texas hold 'em. Il problema è che, grazie al fatto che la ragazza continua ad inventarsi nuove regole, Joey vince sempre. Certo di avere ben compreso le regole del gioco e di essere un grande pokerista, l'attore decide di partecipare ad un torneo televisivo di celebrità. Nel frattempo, la relazione tra Michael e Abby raggiunge un nuovo livello.
- Guest star: Louie Anderson (sé stesso), Coolio (sé stesso), Dave Foley (sé stesso), Phil Gordon (sé stesso), Cindy Margolis (sé stessa), Alan Thicke (sé stesso)
- Ascolti USA: telespettatori 7 700 000[7]

## Il passato ritorna
- Titolo originale: Joey and the Sex Tape
- Diretto da: Kevin S. Bright
- Scritto da: Linda Videtti Figueiredo

### Trama
Una vecchia fiamma di Joey minaccia di rendere pubblico un video alquanto imbarazzante. Per evitare che questo accada, Joey dovrà scusarsi con lei durante il The Ellen DeGeneres Show. Gina e Alex scoprono che Bobbie festeggerà il suo quarantesimo compleanno in tutta solitudine. Decidono di fare qualcosa per l'amica, ma ben presto scoprono di essere le sole ad essere state escluse dal party organizzato dalla donna nel suo appartamento.
- Ascolti USA: telespettatori 8 080 000[8]

## Joey e il musical
- Titolo originale: Joey and the Musical
- Diretto da: Gary Halvorson
- Scritto da: Vanessa McCarthy

### Trama
Gloria, la nonna di Candace, è la protagonista di un musical che si terrà nella casa per anziani dove la donna risiede. Quando il regista dello spettacolo decide di andarsene, Joey e Zach si offrono di rimpiazzarlo e dirigere lo show. La madre di Bobbie, che vive nella medesima casa di riposo, vuole a tutti i costi un ruolo nel musical. Per dimenticare la sua forte attrazione per Joey, Alex decide di scrivergli una lettera di addio che viene però letta da Michael ed intercettata successivamente dallo stesso Joey. Michael prova a far credere a suo zio che la lettera sia stata scritta per l'ex-marito di Alex.
- Ascolti USA: telespettatori 8 020 000[9]

## Il Ringraziamento degli scapoli
- Titolo originale: Joey and the Bachelor Thanksgiving
- Diretto da: Kevin S. Bright
- Scritto da: John Quaintance

### Trama
Gina sta organizzando il pranzo del Giorno del Ringraziamento per tutta la famiglia. I suoi familiari temono di essere ancora una volta coinvolti in una serie di rappresentazioni inerenti alla storia dell'immigrazione italiana sul suolo americano. Joey e Zach ritrovano alcuni manufatti appartenenti ai nativi americani sulla nuova proprietà dell'attore e, maldestramente, li gettano via. Più tardi, si inventano un modo ingegnoso per recuperare i manufatti che sono diventati le nuove stoviglie di una famiglia bisognosa. Dean, il vicino di casa di Joey, ha organizzato un pranzo del Ringraziamento per scapoli. Joey e Michael provano in tutti i modi a fuggire dalla festa di Gina per partecipare al party della casa accanto.
- Guest star: George Hamilton (sé stesso)
- Ascolti USA: telespettatori 5 460 000[10]

## L'ex compagno di scuola
- Titolo originale: Joey and the High School Friends
- Diretto da: Sheldon Epps
- Scritto da: Michael Borkow

### Trama
Jimmy Costa, il miglior amico di Joey dei tempi della scuola superiore, sta per ritornare. Il ragazzo non è mai riuscito a spiegarsi il motivo della fine del loro rapporto. All'arrivo del giovane, Joey scopre che la ragione per la quale Jimmy è sparito dalla sua vita è il fatto che lui e Gina avevano fatto sesso infrangendo così una regola che i due amici si erano dati all'inizio delle loro scorribande. Gina ha una grande sorpresa in serbo per Michael: gli rivela infatti che Jimmy è suo padre. Senza fargli sapere la verità, il ragazzo decide di provare ad instaurare un rapporto con il genitore.
- Guest star: Adam Goldberg (Jimmy)
- Ascolti USA: telespettatori 7 770 000[11]

## Gita a Tijuana
- Titolo originale: Joey and the Tijuana Trip
- Diretto da: Gary Halvorson
- Scritto da: Robert Carlock

### Trama
Dopo che il nipote Michael ha rotto con Abby, Joey organizza un viaggio a Tijuana insieme a Zach per aiutarlo a superare il difficile momento. Alex e Gina vogliono divertirsi un po' e per questo motivo decidono di recarsi in un night club. In Messico, Joey e Zach scoprono di essersi sposati dopo aver trascorso l'intera notte ad ubriacarsi in un locale. Decidono così di tornare a Los Angeles per chiedere aiuto ad Alex e risolvere la questione legale dell'annullamento del matrimonio. La ragazza decide di divertirsi un po' prima di rivelare ai due uomini che il loro legame non è riconosciuto dalla legge messicana.
- Guest star: Gregory Harrison (Dean)
- Ascolti USA: telespettatori 7 990 000[12]

## La festa di Natale
- Titolo originale: Joey and the Christmas Party
- Diretto da: Gary Halvorson
- Scritto da: Matt Hubbard e Linda Videtti Figueiredo

### Trama
Dopo essersi baciati, Alex e Joey stanno per andare a letto, ma Gina ferma il fratello dicendogli che Alex è innamorata di lui e lo convince che passare un'altra notte insieme potrebbe rovinare la loro amicizia. Alex, sentendosi rifiutata, decide di prendere le distanze da Joey; quest'ultimo però la invita alla festa che ha organizzato in casa sua, ma lei rifiuta di partecipare dicendogli che stargli accanto la farebbe solo stare peggio. Durante la festa Joey riceve per posta il regalo di Natale da parte di Alex con un suo messaggio d'amore e capendo di provare anche lui qualcosa per l'amica corre da lei, ma la vede fuori dalla sua finestra mentre bacia Dean, il nuovo vicino di casa di Joey. 
- Ascolti USA: telespettatori 7 990 000[12]

## Falso allarme
- Titolo originale: Joey and the Snowball Fight
- Diretto da: Gary Halvorson
- Scritto da: Tracy Reilly e Matt Hubbard

### Trama
Jimmy, il padre di Michael, torna per rivedere Gina. Quest'ultima rivela alla famiglia di essere incinta e Jimmy va nel panico quando capisce di essere il padre; in seguito però si presenta a casa di Joey assicurando Gina che si prenderà le sue responsabilità, ma la donna gli riferisce di essersi sbagliata e che non è incinta. Nel frattempo Joey è geloso del rapporto tra Alex e Dean e cerca di ostacolarlo. Alla fine Alex gli dice che dopo aver riflettuto ha capito che è meglio che restino amici, ma questo sembra turbare Joey.
- Guest star: Adam Goldberg (Jimmy), Gregory Harrison (Dean)
- Ascolti USA: telespettatori 4 090 000[13]

## Malintesi
- Titolo originale: Joey and the Dad
- Diretto da: Kevin S. Bright
- Scritto da: Robert Carlock e John Quaintance

### Trama
Joey invita alla prima del suo film la famiglia, gli amici ed anche suo padre, al quale ha pagato un biglietto aereo per farlo essere presente. Scopre però che il padre non mostra nessun interesse per la sua carriera di attore e, deluso, decide così di affrontare l'argomento. Intanto Joey incontra nuovamente Carmen Electra con la quale può recuperare l'occasione persa la volta precedente di poter andare a letto insieme, ma anche questa volta non riesce nell'impresa. Infine Joey e il padre riescono a chiarire i loro malintesi.
- Guest star: Carmen Electra (sé stessa); Robert Costanzo (Joseph Tribbiani Sr.)

## La festa per Alex
- Titolo originale: Joey and the party for Alex
- Diretto da: Gil Cates Jr.
- Scritto da: Vanessa McCarthy

### Trama
Joey vuole organizzare una festa di compleanno per i 30 anni di Alex, ma viene preceduto da Dean che ne ha già organizzata una. Durante la festa Joey scopre che Dean vuole chiedere ad Alex di sposarlo, quindi decide di dichiarare i suoi sentimenti all'amica prima che questo accada. Dopo essere stata baciata da Joey, Alex lascia la festa perplessa e rifiuta anche la proposta di Dean. Joey raggiunge Alex in terrazza dicendole di voler stare con lei, ma la ragazza non sapendo cosa fare decide per il momento di rimanere amici.
- Guest star: Gregory Harrison (Dean)

## L'incendio
- Titolo originale: Joey and the Big Move
- Diretto da: Gary Halvorson
- Scritto da: Jean Yu

### Trama
Joey sta per trasferirsi nella sua nuova casa, ma nel giorno del trasloco scopre che è andata a fuoco e attende di sapere dai vigili quale sia stata la causa. Intanto Michael sta cercando il momento giusto per dire a Jimmy di essere suo figlio, ma accidentalmente sarà Joey a rivelarglielo. Jimmy allora decide di fare il test del DNA per esserne certo, e infatti ne ottiene la conferma. Padre e figlio decidono quindi di trascorrere del tempo insieme. Nel frattempo Gina confessa a Joey di essere lei la colpevole dell'incendio nella sua nuova casa e, sentendosi in colpa, fa riottenere al fratello il vecchio appartamento mandando via i nuovi inquilini, amici di Michael. 

## Il finto fidanzato
- Titolo originale: Joey and the Beard
- Diretto da: Peter Bonerz
- Scritto da: Dan Holden e Linda Videtti Figueiredo

### Trama
Jimmy è stato sfrattato, così Joey e Michael gli suggeriscono di andare a vivere con Gina. Jimmy inizia la convivenza con Gina, ma i due finiscono per litigare in continuazione. Joey viene usato da un'attrice lesbica come compagno di copertura in modo da spacciarsi per eterosessuale ed aumentare così la sua popolarità in occasione dell'uscita di un suo film.

## Un critico... particolare
- Titolo originale: Joey and the Critic
- Diretto da: Ben Weiss
- Scritto da: Michael Borkow

### Trama
Joey ottiene un contratto per tre film con la Warner Bros., inoltre gli viene anche offerto di gestire da solo il progetto dei film ed avere una sua produzione, per la quale sceglie un nome alquanto particolare. Joey propone a Jimmy di lavorare con lui come produttore esecutivo e l'amico accetta, ma fin da subito si comporta in modo troppo ossessionato e per via dei loro scontri continui Joey decide di lasciar perdere per non rischiare di rovinare la loro amicizia. Nel frattempo, grazie a Michael, Joey scopre che una ragazzina ha un sito su internet in cui lo critica fortemente e decide quindi di affrontarla di persona. Alex rompe con Dean e Joey coglie l'occasione per avvicinarsi di più a lei.

## Matrimonio in vista
- Titolo originale: Joey and the Actors Studio
- Diretto da: Kevin S. Bright
- Scritto da: John Quaintance

### Trama
Joey, stufo di essere solo amici, chiede ad Alex di uscire almeno una volta insieme e lei accetta. Jimmy vuole chiedere a Gina di sposarlo ma non avendo un lavoro non ha abbastanza soldi, così Michael gli consiglia di partecipare come volontario a degli esperimenti medici dove pagano bene. Dopo una serata in cui hanno incontrato molte donne con cui Joey è stato in passato, Alex non si sente di avere una relazione con lui per paura di essere ferita come loro. Alla fine Joey riesce a farle capire quanto lei sia importante per lui e finalmente decidono di mettersi insieme.

## L'importante è comunicare
- Titolo originale: Joey and the Holding Hands
- Diretto da: Peter Bonerz
- Scritto da: Vanessa McCarthy e Robert Carlock

### Trama
Jimmy chiede a Gina di sposarlo, ma dopo si scopre che lui è già sposato con una ricca donna che sta in carcere, quindi deve incontrarla per chiederle il divorzio. Joey vorrebbe approfondire il suo rapporto con Alex, la quale invece non fa che pensare al sesso. Michael conosce una ragazza su internet, ma secondo Joey non è chi dice di essere.
- Guest star: Neil Flynn (padre O'Neill)

## Il giorno del matrimonio
- Titolo originale: Joey and the Wedding
- Diretto da: Kevin S. Bright
- Scritto da: Alison Flierl e John Quaintance

### Trama
Si avvicina il giorno del matrimonio di Gina e Jimmy. Alex si offre di aiutare Gina con i preparativi del matrimonio, ma questo porta Jimmy a far credere a Joey che la ragazza lo stia facendo solo perché vorrebbe sposarsi anche lei. Questo intimorisce molto Joey, ma poi viene tranquillizzato da Alex dicendogli che dopo il suo precedente matrimonio fallito non ha nessuna intenzione di sposarsi. Per assurdo, dopo questa sua rivelazione, Joey dice ad Alex che vorrebbe sposarla, ma lei capisce che in realtà lo dice solo perché lui vuole soltanto quello che non può avere. Il giorno del matrimonio Jimmy e Gina tentano entrambi, ognuno di nascosto dall'altro, di fuggire per non sposarsi. Non essendoci la loro presenza alla cerimonia, Joey sfida Alex a sposarsi al posto di Gina e Jimmy per dimostrarle che non ha paura, ma proprio nel momento in cui stanno per farlo davvero Joey si spaventa e ferma tutto dando così conferma alle parole di Alex. Subito dopo arrivano Gina e Jimmy che dopo averci ripensato decidono finalmente di sposarsi. Alla fine Joey confessa ad Alex che lei è la prima donna che abbia mai pensato di sposare e Alex gli risponde che anche lei sarebbe felice di sposarlo un giorno.
- Guest star: Neil Flynn (padre O'Neill), Simon Helberg (Seth)